# Programma Mariner
Il programma Mariner fu un programma di esplorazione spaziale condotto dalla NASA. Esso consistette nel lancio di una serie di sonde spaziali interplanetarie tra il 1963 ed il 1973 destinate all'esplorazione di Marte, Venere e Mercurio. Dei dieci veicoli spaziali, ben sette ebbero successo, mentre gli altri tre vennero persi.
Alcune missioni furono dedicate al sorvolo ravvicinato dei tre pianeti, mentre un paio di esse avrebbero dovuto orbitare attorno a Marte. Al programma spettano numerosi primati nell'esplorazione spaziale del sistema solare interno. Le missioni Mariner 11 e 12 vennero riconvertite nelle Voyager 1 e 2, nell'ambito del programma Voyager.
Il costo complessivo del programma (dal Mariner 1 al 10) è stato di 554 milioni di dollari.

## Gli obiettivi delle sonde
Le Sonde Mariner erano una serie di navicelle, usate per esplorazioni planetarie in modalità fly-by e rappresentarono i primi successi statunitensi nell'esplorazione di Marte, inviando a Terra le prime fotografie della superficie marziana. Il Mariner 9 è stato il primo orbiter del pianeta rosso.
Delle tre missioni destinate a Venere, solo l'ultima, il Mariner 10, era dotata di fotocamere. Il Mariner 10 stessa è stata la prima sonda ad utilizzare l'effetto fionda a scopo propulsivo, a sorvolare due pianeti, a rivisitare lo stesso pianeta e la prima ed unica per quasi trent'anni ad aver esplorato Mercurio.
Tra gli altri obiettivi delle missioni ci fu anche quello di caratterizzare il comportamento del vento solare nello spazio interplanetario del Sistema solare interno. Fornirono inoltre esperienze ed aumentarono le capacità nell'ingegneria dei voli interplanetari di lunga durata.
| Sonda      | Data di lancio   | Vettore       | Massa (kg) | Obiettivo        | Tipo di missione | Esito       |
| ---------- | ---------------- | ------------- | ---------- | ---------------- | ---------------- | ----------- |
| Mariner 1  | 22 luglio 1962   | Atlas Agena B | 200        | Venere           | Fly-by           | Fallimento. |
| Mariner 2  | 27 agosto 1962   | Atlas Agena B | 201        | Venere           | Fly-by           | Successo.   |
| Mariner 3  | 5 novembre 1964  | Atlas Agena D | 260        | Marte            | Fly-by           | Fallimento. |
| Mariner 4  | 28 novembre 1964 | Atlas Agena D | 260        | Marte            | Fly-by           | Successo.   |
| Mariner 5  | 14 giugno 1967   | Atlas Agena D | 244        | Venere           | Fly-by           | Successo.   |
| Mariner 6  | 24 febbraio 1969 | Atlas Centaur | 412        | Marte            | Fly-by           | Successo.   |
| Mariner 7  | 27 marzo 1969    | Atlas Centaur | 412        | Marte            | Fly-by           | Successo.   |
| Mariner 8  | 8 maggio 1971    | Atlas Centaur | 996        | Marte            | Orbiter          | Fallimento. |
| Mariner 9  | 30 maggio 1971   | Atlas Centaur | 974        | Marte            | Orbiter          | Successo.   |
| Mariner 10 | 3 novembre 1973  | Atlas Centaur | 526        | Venere, Mercurio | Fly-by multipli  | Successo.   |